# Artillerie-Fliegerabteilung 207
Artillerie-Fliegerabteilung 207 – AFA 207 (Artyleryjski oddział lotniczy nr 207) – niemiecka jednostka obserwacyjna i rozpoznawcza wspomagania artyleryjskiego  Luftstreitkräfte z początkowego okresu I wojny światowej.

## Informacje ogólne
Jednostka została utworzona w dniu 23 października 1915 roku w Fliegerersatz Abteilung Nr. 5. Jednostka uczestniczyła w walkach na froncie zachodnim. 
1 grudnia 1916 roku jednostka została przeformowana i zmieniona w Fliegerabteilung 207 (Artillerie) - (FA A 207).